# خط عرض 52° شمال
خط عرض 52° شمال هي إحدى دوائر العرض الجغرافية، وهي دوائر وهمية تحيط بالكرة الأرضية، وموازية لخط الاستواء، وتتميز هذه الدائرة بأن الأراضي الواقعة عليها تنتمي للمنطقة المعتدلة الباردة.

## حول العالم
خط عرض 52° شمال يبدأ من خط الزوال الأولي ويتجه شرقا ويمر عبر:
| الإحداثيات                           | البلد أو الإقليم أو البحر | ملاحظات |
| ------------------------------------ | ------------------------- | --- |
| 52°0′N 0°0′E / 52.000°N 0.000°E      | المملكة المتحدة           | إنجلترا |
| 52°0′N 1°25′E / 52.000°N 1.417°E     | بحر الشمال                | |
| 52°0′N 4°8′E / 52.000°N 4.133°E      | هولندا                    | Provinces of جنوب هولندا، مقاطعة أوترخت وخيلدرلند, including directly through the city of دلفت                                                   |
| 52°0′N 6°48′E / 52.000°N 6.800°E     | ألمانيا                   | States of شمال الراين-وستفاليا، سكسونيا السفلى، ساكسونيا أنهالت وبراندنبورغ                                                                      |
| 52°0′N 14°43′E / 52.000°N 14.717°E   | بولندا                    | |
| 52°0′N 23°42′E / 52.000°N 23.700°E   | بيلاروس                   | |
| 52°0′N 30°54′E / 52.000°N 30.900°E   | أوكرانيا                  | تشرنيهيف أوبلاست سومي أوبلاست — مرورا بشمال شوستاكا                                                                                              |
| 52°0′N 34°6′E / 52.000°N 34.100°E    | روسيا                     | |
| 52°0′N 60°9′E / 52.000°N 60.150°E    | كازاخستان                 | |
| 52°0′N 79°7′E / 52.000°N 79.117°E    | روسيا                     | |
| 52°0′N 98°49′E / 52.000°N 98.817°E   | منغوليا                   | |
| 52°0′N 99°17′E / 52.000°N 99.283°E   | روسيا                     | مرورا عبر بحيرة بيقال |
| 52°0′N 120°42′E / 52.000°N 120.700°E | جمهورية الصين الشعبية     | منغوليا الداخلية هيلونغجيانغ |
| 52°0′N 126°27′E / 52.000°N 126.450°E | روسيا                     | |
| 52°0′N 141°20′E / 52.000°N 141.333°E | مضيق تارتاري              | |
| 52°0′N 141°40′E / 52.000°N 141.667°E | روسيا                     | جزيرة سخالين |
| 52°0′N 143°10′E / 52.000°N 143.167°E | بحر أوخوتسك               | |
| 52°0′N 156°29′E / 52.000°N 156.483°E | روسيا                     | شبه جزيرة كامشاتكا |
| 52°0′N 158°17′E / 52.000°N 158.283°E | المحيط الهادئ             | |
| 52°0′N 177°30′E / 52.000°N 177.500°E | الولايات المتحدة          | ألاسكا - Kiska Island |
| 52°0′N 177°33′E / 52.000°N 177.550°E | بحر بيرنغ                 | |
| 52°0′N 178°6′E / 52.000°N 178.100°E  | الولايات المتحدة          | ألاسكا - Segula Island |
| 52°0′N 178°11′E / 52.000°N 178.183°E | بحر بيرنغ                 | مرورا بشمال Khvostof Island، Davidof Island وLittle Sitkin Island، ألاسكا, الولايات المتحدة                                                      |
| 52°0′N 179°34′E / 52.000°N 179.567°E | الولايات المتحدة          | ألاسكا - Semisopochnoi Island |
| 52°0′N 179°43′E / 52.000°N 179.717°E | بحر بيرنغ                 | مرورا بشمال Tanaga Island وKanaga Island، ألاسكا, الولايات المتحدة                                                                               |
| 52°0′N 176°35′W / 52.000°N 176.583°W | الولايات المتحدة          | ألاسكا - جزيرة أداك |
| 52°0′N 176°33′W / 52.000°N 176.550°W | بحر بيرنغ                 | |
| 52°0′N 176°9′W / 52.000°N 176.150°W  | الولايات المتحدة          | ألاسكا - جزيرة سيتكين العظمى |
| 52°0′N 176°3′W / 52.000°N 176.050°W  | بحر بيرنغ                 | مرورا بشمال Igitkin Island، Tagalak Island وOglodak Island، ألاسكا, الولايات المتحدة                                                             |
| 52°0′N 175°22′W / 52.000°N 175.367°W | المحيط الهادئ             | مرورا بجنوب أتكا وAmlia Island، ألاسكا, الولايات المتحدة                                                                                         |
| 52°0′N 131°6′W / 52.000°N 131.100°W  | كندا                      | كولومبيا البريطانية - Kunghit Island |
| 52°0′N 131°2′W / 52.000°N 131.033°W  | المحيط الهادئ             | Queen Charlotte Sound |
| 52°0′N 128°13′W / 52.000°N 128.217°W | كندا                      | كولومبيا البريطانية - Hunter Island، King Island و the mainland ألبرتا ساسكاتشوان مانيتوبا - including Lake Winnipegosis وبحيرة وينيبيغ أونتاريو |
| 52°0′N 80°59′W / 52.000°N 80.983°W   | خليج جيمس                 | |
| 52°0′N 79°39′W / 52.000°N 79.650°W   | كندا                      | نونافوت - جزيرة تشارلتون وCarey Island |
| 52°0′N 79°12′W / 52.000°N 79.200°W   | خليج جيمس                 | |
| 52°0′N 78°42′W / 52.000°N 78.700°W   | كندا                      | كيبك نيوفاوندلاند واللابرادور كيبك / نيوفاوندلاند واللابرادور border (لابرادور)[1] نيوفاوندلاند واللابرادور                                      |
| 52°0′N 55°52′W / 52.000°N 55.867°W   | المحيط الأطلسي            | مضيق بيل إيل |
| 52°0′N 55°18′W / 52.000°N 55.300°W   | كندا                      | نيوفاوندلاند واللابرادور - Belle Isle |
| 52°0′N 55°16′W / 52.000°N 55.267°W   | المحيط الأطلسي            | |
| 52°0′N 10°13′W / 52.000°N 10.217°W   | جمهورية أيرلندا           | |
| 52°0′N 7°35′W / 52.000°N 7.583°W     | قناة سانت جورج            | |
| 52°0′N 5°5′W / 52.000°N 5.083°W      | المملكة المتحدة           | ويلز إنجلترا |